# Dystypoptila triangularis
Dystypoptila triangularis là một loài bướm đêm trong họ Geometridae.